# トレベオン・グラハム
トレベオン・グラハム（英語: Treveon Graham, 1993年10月28日 - ）は、アメリカ合衆国・ワシントンD.C出身のプロバスケットボール選手。ポジションはシューティングガード。

## 経歴

### カレッジ～NBA入り
VCUで4年間プレーしたが、ドラフトで指名されることはなかった。2015年にサンアントニオ・スパーズの一員としてサマーリーグに参加し、8月17日にユタ・ジャズと契約した。しかしプレシーズンマッチが始まって間もない10月20日にジャズから解雇され、下部チームのアイダホ・スタンピード(現ソルトレイクシティ・スターズ)へ移された。2016年はオーランド・マジックの一員としてサマーリーグに参加した。

### シャーロット・ホーネッツ
2016年7月26日にシャーロット・ホーネッツと契約した。　ホーネッツで念願のNBAデビューを果たすこととなった。2017年4月10日のミルウォーキー・バックス戦ではキャリアハイの14得点を記録した。2018年7月29日、クオリファイングオファーを拒否してFAとなった。

### ブルックリン・ネッツ
2018年7月30日、ブルックリン・ネッツと2年300万ドルで契約した。2018-2019シーズンはハムストリングの故障の影響もあり、出場は35試合にとどまった。

### ミネソタ・ティンバーウルブズ
2019年7月7日、FAとなったケビン・デュラントが絡む大型トレードでゴールデンステート・ウォリアーズへ移籍したが、その日のうちにドラフト指名権とのトレードでシャバズ・ネイピアーと共にミネソタ・ティンバーウルブズに移籍した。

### アトランタ・ホークス
2020年1月16日、アレン・クラブとのトレードでジェフ・ティーグと共にアトランタ・ホークスに移籍した。

### ロングアイランド・ネッツ
2022年1月25日、ロングアイランド・ネッツにウェイバー公示を経て獲得された。

## 個人成績

### NBA

#### レギュラーシーズン
| シーズン | チーム | GP  | GS | MPG  | FG%  | 3P%  | FT%  | RPG | APG | SPG | BPG | PPG |
| -------- | ------ | --- | -- | ---- | ---- | ---- | ---- | --- | --- | --- | --- | --- |
| 2016–17  | CHA    | 27  | 1  | 7.0  | .475 | .600 | .667 | .8  | .2  | .2  | .0  | 2.1 |
| 2017–18  | CHA    | 63  | 2  | 16.7 | .434 | .412 | .695 | 1.9 | .9  | .5  | .0  | 4.3 |
| 2018–19  | BKN    | 35  | 21 | 20.4 | .335 | .297 | .818 | 3.1 | 1.0 | .4  | .2  | 5.3 |
| 2019–20  | MIN    | 33  | 20 | 20.1 | .354 | .241 | .730 | 3.0 | .9  | .5  | .1  | 5.2 |
| 2019–20  | ATL    | 22  | 0  | 12.1 | .373 | .351 | .474 | 2.3 | .7  | .3  | .2  | 3.3 |
| 通算     | 通算   | 180 | 44 | 16.0 | .383 | .333 | .691 | 2.2 | .8  | .4  | .1  | 4.2 |

### カレッジ
| シーズン | チーム | GP  | GS  | MPG  | FG%  | 3P%  | FT%  | RPG | APG | SPG | BPG | PPG  |
| -------- | ------ | --- | --- | ---- | ---- | ---- | ---- | --- | --- | --- | --- | ---- |
| 2011–12  | VCU    | 36  | 0   | 16.8 | .389 | .313 | .633 | 3.2 | .6  | .8  | .3  | 7.0  |
| 2012–13  | VCU    | 36  | 36  | 27.6 | .450 | .366 | .732 | 5.8 | 1.6 | .9  | .1  | 15.1 |
| 2013–14  | VCU    | 35  | 33  | 28.3 | .437 | .337 | .694 | 7.0 | 2.0 | .9  | .2  | 15.8 |
| 2014–15  | VCU    | 33  | 33  | 29.4 | .428 | .381 | .691 | 7.1 | 1.6 | .6  | .3  | 16.2 |
| 通算     | 通算   | 140 | 102 | 25.4 | .432 | .354 | .691 | 5.8 | 1.4 | .8  | .2  | 13.4 |